# فدریکو زانچتا
فدریکو زانچتا (انگلیسی: Federico Zanchetta؛ زادهٔ ۲۳ مارس ۲۰۰۲) بازیکن فوتبال است.
از باشگاه‌هایی که در آن بازی کرده‌است می‌توان به باشگاه فوتبال اسپال اشاره کرد.
وی همچنین در تیم ملی فوتبال زیر ۱۶ سال ایتالیا بازی کرده‌است.